# Floyd S. Crego

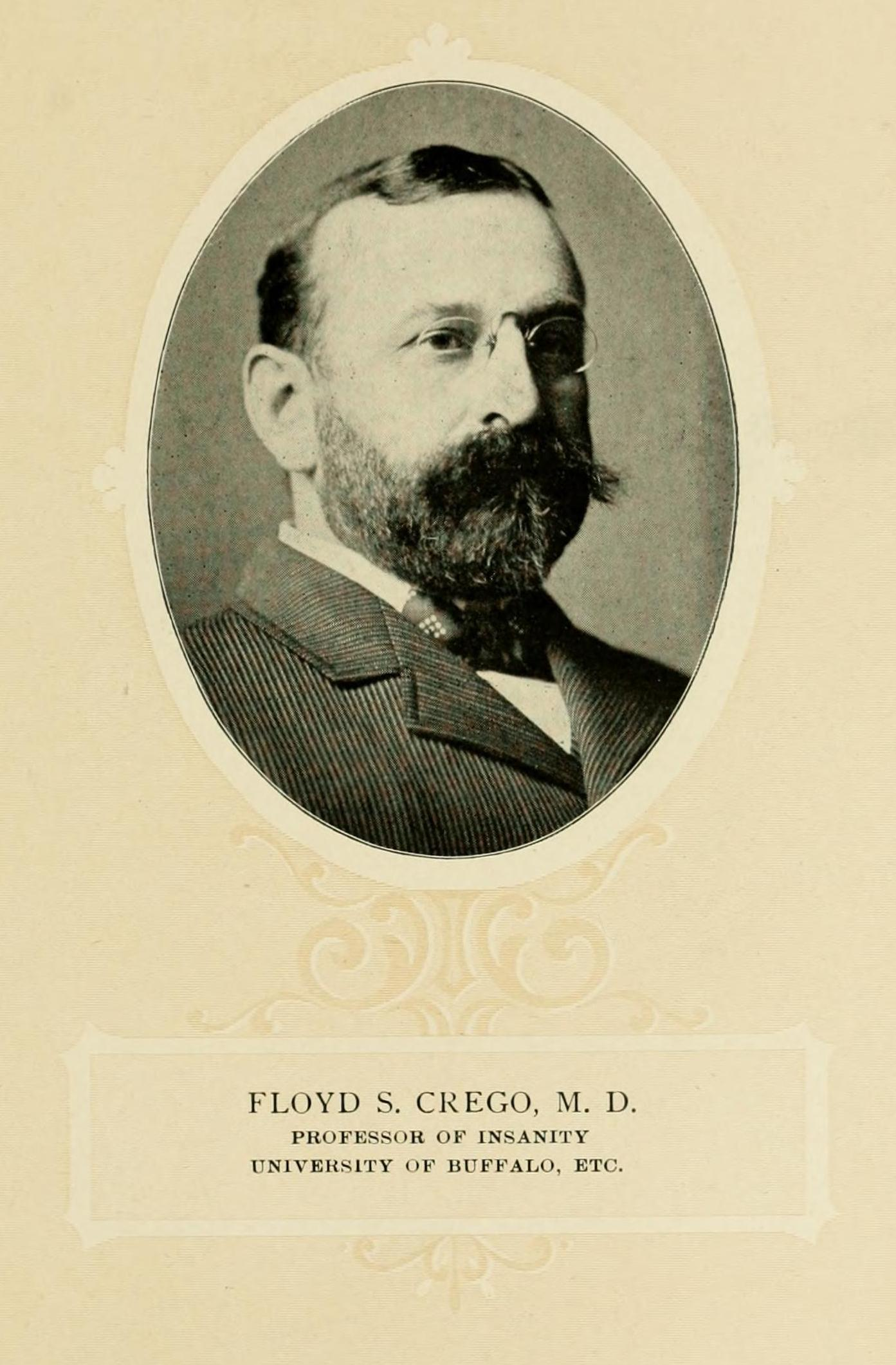
Floyd S. Crego

Floyd Stranahan Crego (ur. 24 lutego 1856 w Trumansburgu, zm. 23 kwietnia 1919 w Buffalo) – amerykański lekarz psychiatra. 
Syn Russella Crego i Avaline Marsters. Ukończył Boy's Academy w Albany i dwuletni kurs w Chickering Classical School w Cincinnati, a w 1879 otrzymał tytuł M. D. w Medical College of Ohio. Przez trzy lata studiował na Uniwersytecie w Heidelbergu, specjalizując się w chorobach nerwowych i umysłowych. Od 1881 w Buffalo, pracował w Buffalo State Hospital (do 1885), a następnie otworzył własną praktykę.
Należał do Erie County Medical Society, New York State Medical Society, Buffalo Academy of Medicine, Buffalo Medical Club, Sons of the American Revolution.
W maju 1885 ożenił się z Catharine W. Childs, córką Henry'ego Childsa z Buffalo, mieli troje dzieci: Floyda H., Richarda C. i George'a S.
Zmarł 23 kwietnia 1919 w Buffalo.

## Prace
- Epilepsy. Buffalo M. & S. J. 23, ss. 531-542 (1883/84)
- Neurasthenia, or nervous exhaustion. Buffalo M. & S. J. 28, ss. 295-302 (1888)
- Treatment of headache. Tr. M. Ass. Central N. Y. 1895 ss. 1-11 (1896)
- Fowler J, Crego FS, Putnam JW. Official report of the experts for the people in the case of The People vs. Leon F. Czolgosz. Insanity 8, s. 778 (1901)